# Zapovednik Gorgani
Zapovednik Gorgani (Oekraïens: Природний заповідник Ґорґани) is een strikt natuurreservaat gelegen in de oblast Ivano-Frankivsk van Oekraïne. De oprichting tot zapovednik vond plaats op 12 september 1996 per presidentieel besluit. Zapovednik Gorgani heeft een grootte van 53,442 km². Het reservaat is een voorbeeld van een vrijwel onaangeraakt deel van de Oekraïense Karpaten. Zapovednik Gorgani is ook de enige plaats ter wereld waar maagdelijke bossen van de alpenden (Pinus cembra) te vinden zijn, een relict uit het begin van het Holoceen.

## Biotoop
In Zapovednik Gorgani zijn vijf verschillende oerbostypen, waaronder bestanden met zeer oude grove dennen (Pinus sylvestris) en rivierberk (Betula obscura). Het grootste deel van het reservaat wordt echter voor 89,1% gevormd door bestanden met fijnsparren (Picea abies). In mindere mate worden ook bergden (Pinus mugo), beuk (Fagus sylvaticus) en gewone zilverspar (Abies alba) aangetroffen. De hoogste beuken, zilversparren en fijnsparren van de Oekraïense Karpaten worden in Zapovednik Gorgani aangetroffen. Deze kunnen hoogten bereiken van 53 m en een omtrek van 160 cm. Maagdelijke, onaangeraakte bossen zijn goed voor een oppervlakte van 21,122 km².

## Flora en fauna
In Zapovednik Gorgani groeien 459 vaatplanten, waaronder soorten als ronde zonnedauw (Drosera rotundifolia), slanke sleutelbloem (Primula elatior), dennenorchis (Goodyera repens) en lavendelhei (Andromeda polifolia). Ook groeien er 34 soorten die op de rode lijst van bedreigde planten van Oekraïne bevinden, zoals de groene nachtorchis (Coeloglossum viride), soldaatje (Orchis militaris), dennenwolfsklauw (Huperzia selago) en struisvaren (Matteuccia struthiopteris).
In de bergrivieren zwemmen beekforellen (Salmo trutta fario) en vlagzalm (Thymallus thymallus). In kleine meren en poelen leven de geelbuikvuurpad (Bombina variegata), karpatensalamander (Lissotriton montandoni) en vuursalamander (Salamandra salamandra). Langs beken en rivieren leven de bergwoelrat (Arvicola scherman) en otter (Lutra lutra). Bestanden met alpendennen zijn van belang voor de kruisbek (Loxia curvirostra), notenkraker (Nucifraga caryocatactes) en auerhoen (Tetrao urogallus). Ook leven er vogels als hazelhoen (Tetrastes bonasia), oeraluil (Strix uralensis), witrugspecht (Dendrocopos leucotos), zwarte specht (Dryocopus martius), withalsvliegenvanger (Ficedula albicollis) en appelvink (Coccothraustes coccothraustes). Opvallende zoogdieren in het gebied zijn het edelhert (Cervus elaphus), bruine beer (Ursus arctos), Euraziatische lynx (Lynx lynx) en wolf (Canis lupus). Een typische vlindersoort die in berggebieden leeft is de geelvlekbergerebia (Erebia manto). Deze soort kan gevonden worden in bloemrijke alpenweiden en open plekken in bossen.

## Klimaat
De koudste maand in het gebied is januari, met een gemiddelde maandtemperatuur van −7,6°C. De warmste maand is juli, met een gemiddelde maandtemperatuur van 16,4°C. De jaarlijkse hoeveelheid neerslag varieert van 853 tot 1.007 mm en laat een piek zien in juni en juli. Circa 79 dagen per jaar is het gebied besneeuwd.

## Reliëf
Het laagste punt in Zapovednik Gorgani ligt op 710 m boven zeeniveau. De bergen Dovboesjanka (1.754,6 m), Vedmezjyk (1.736 m), Dovboesjanets (1.701 m), Babyn Pohar (1.701 m), Poljensky (1.693,3 m), Pikoen (1.651 m), Kozi Gorgan (1.616 m), Skalky Verchni (1.596,8 m), Berezovatsjka (1.484 m) en Skalky Nyzjni (1.300 m) vormen de belangrijkste bergtoppen in het gebied en strekken zich uit van het noordwesten richting het zuidoosten. Het gesteente in de bergen bestaan uit flysch, conglomeraat, zandsteen en schist, daterend uit het Krijt en Kwartair. Het reliëf in het gebied is historisch gezien zeer divers en aan de vorm is te zien dat er voorheen een gletsjer lag.

## Afbeeldingen

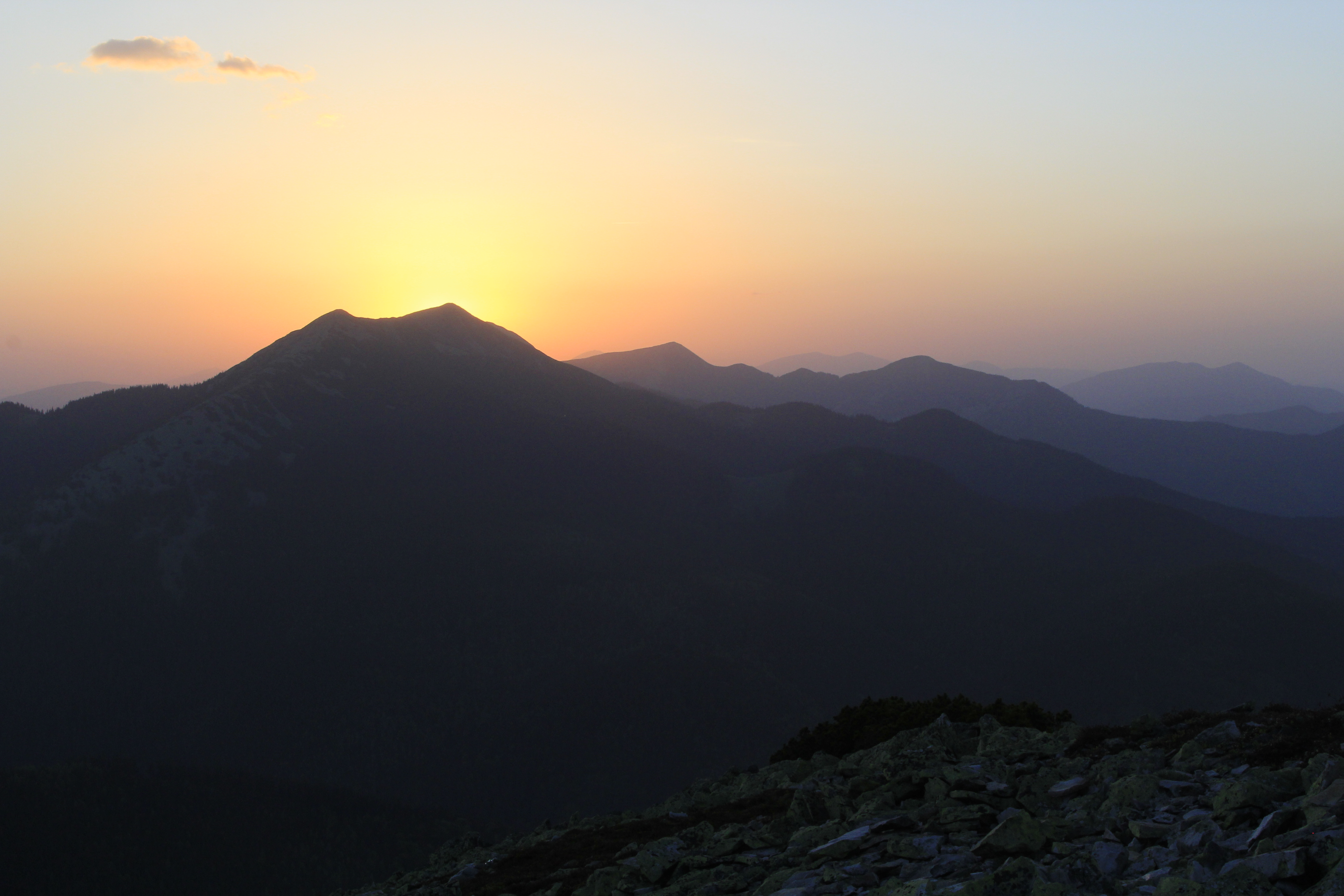
Zonsondergang met uitzicht op de Dovboesjanka.
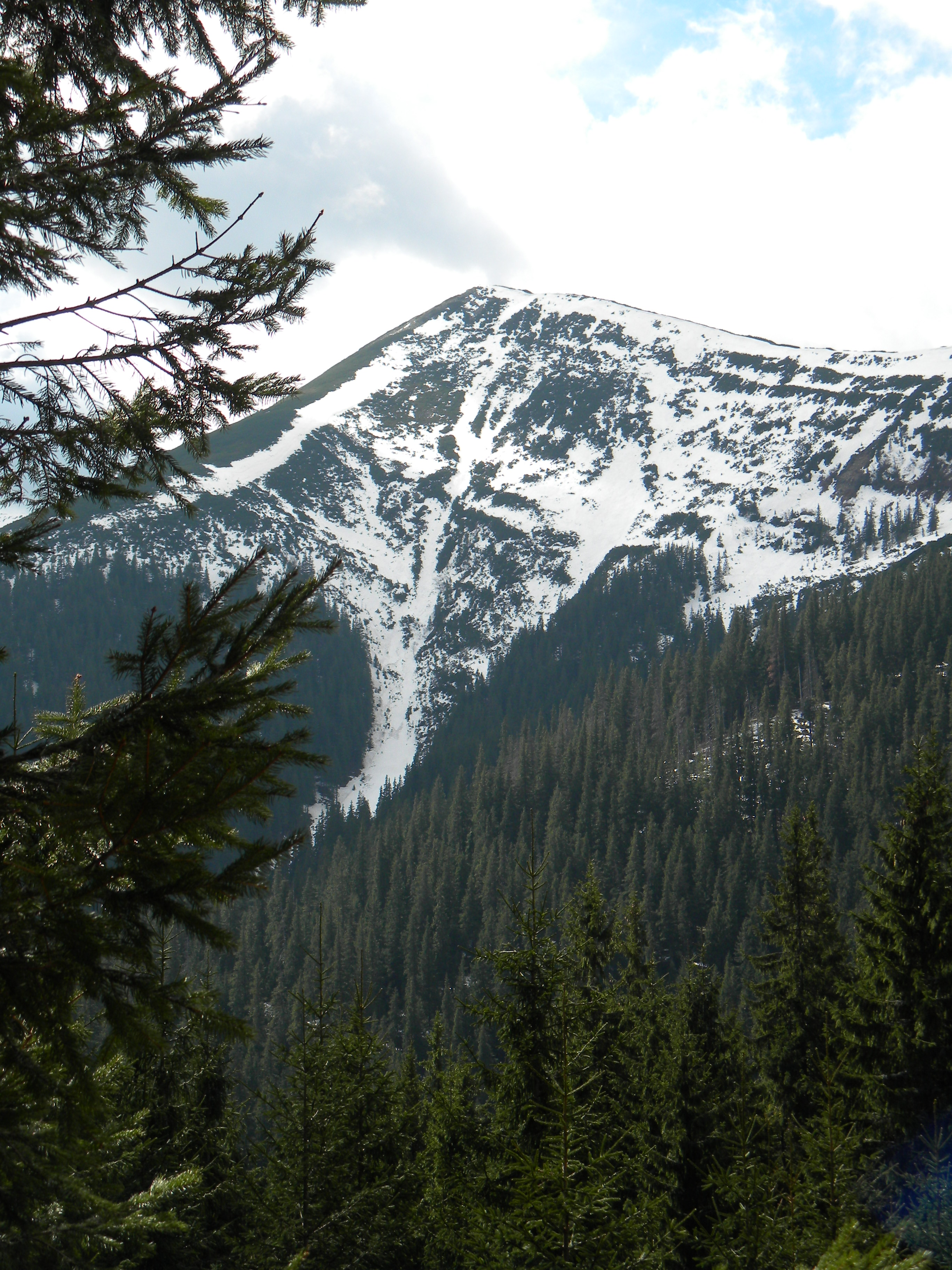
De bergtop Vedmezjik.
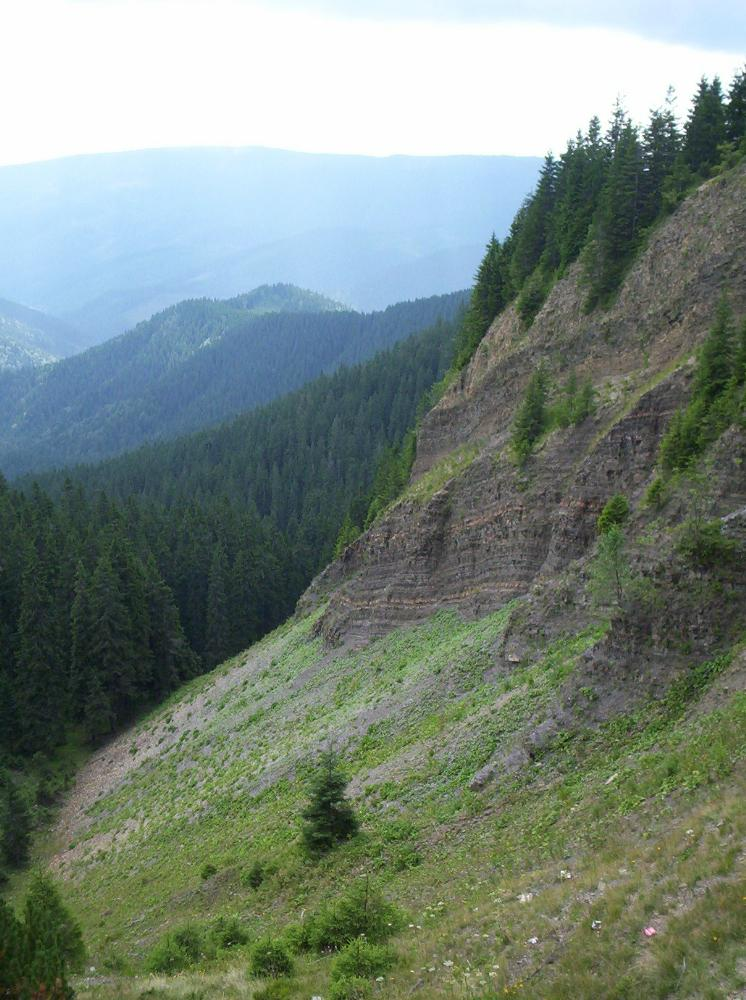
Steile helling.
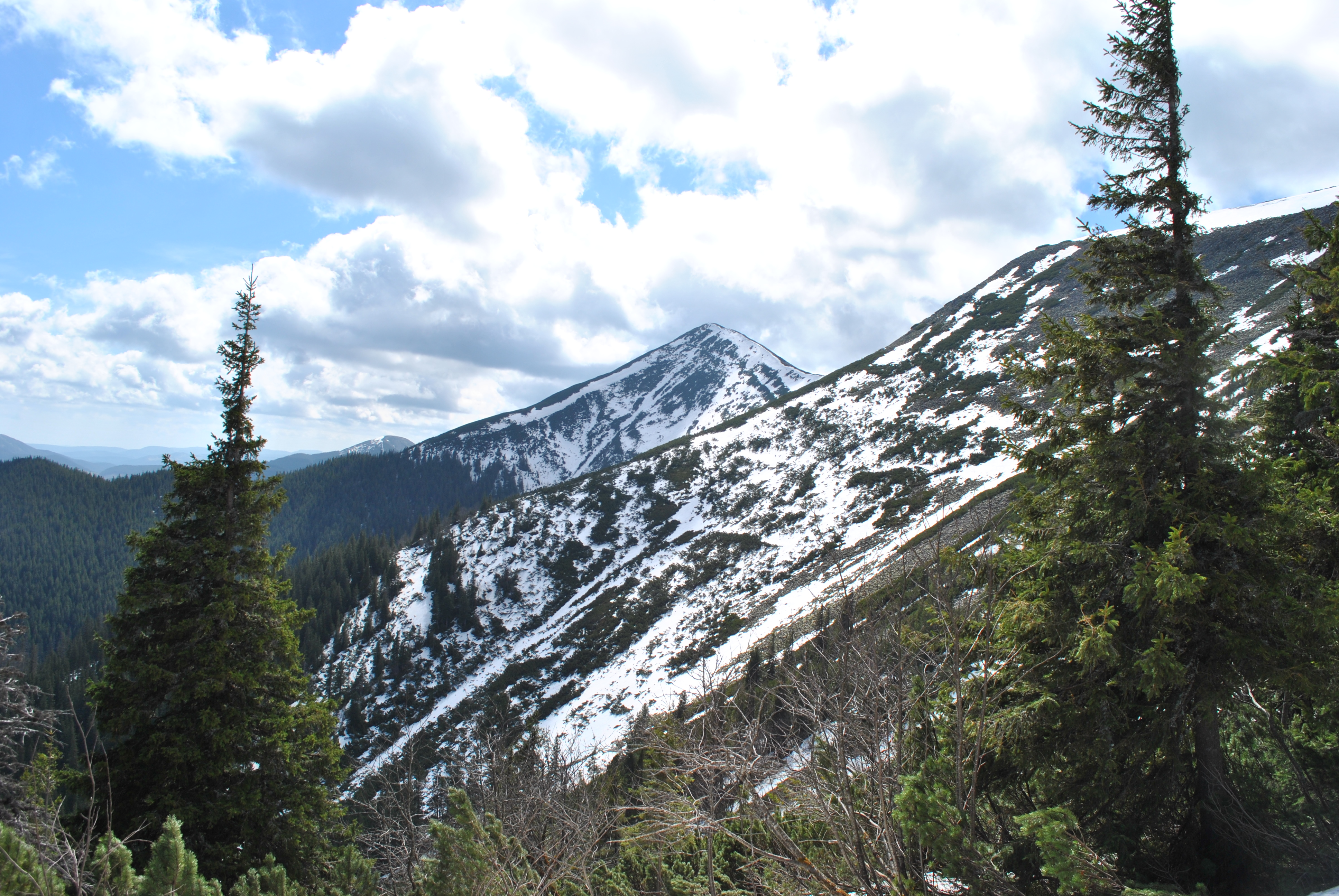
Uitzicht op de Dovboesjanka.
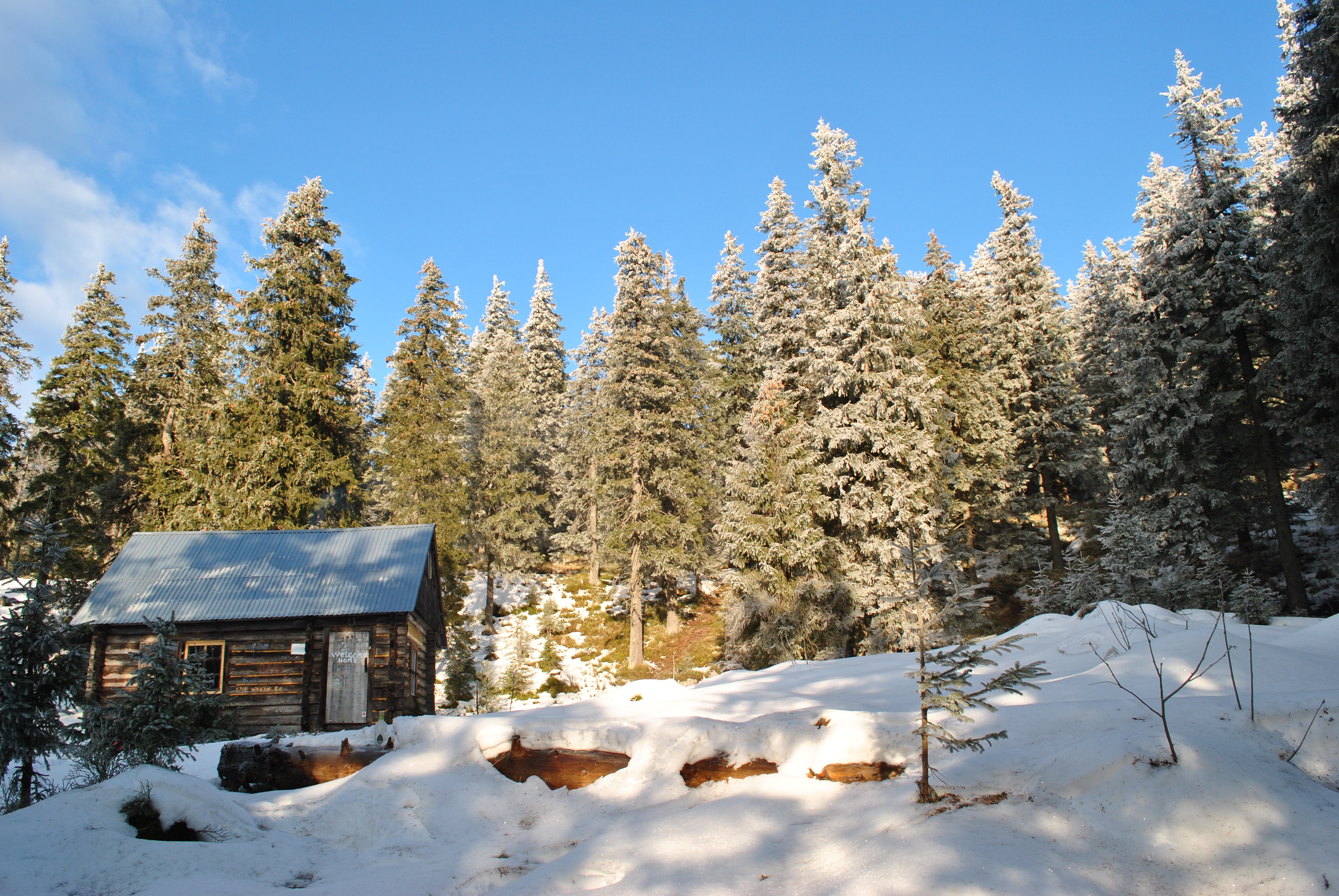
Houten huis in het bos.
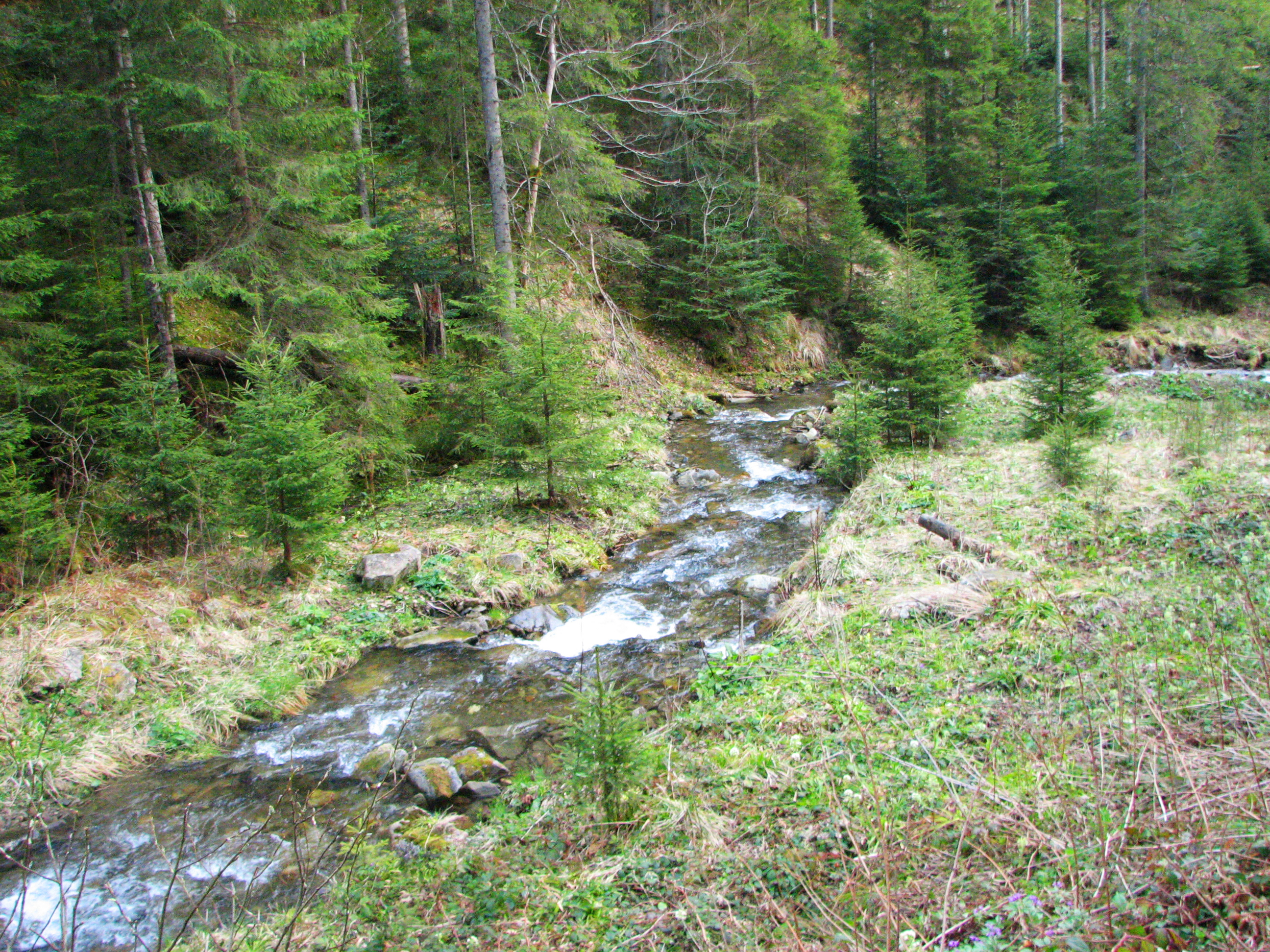
Bergrivier.
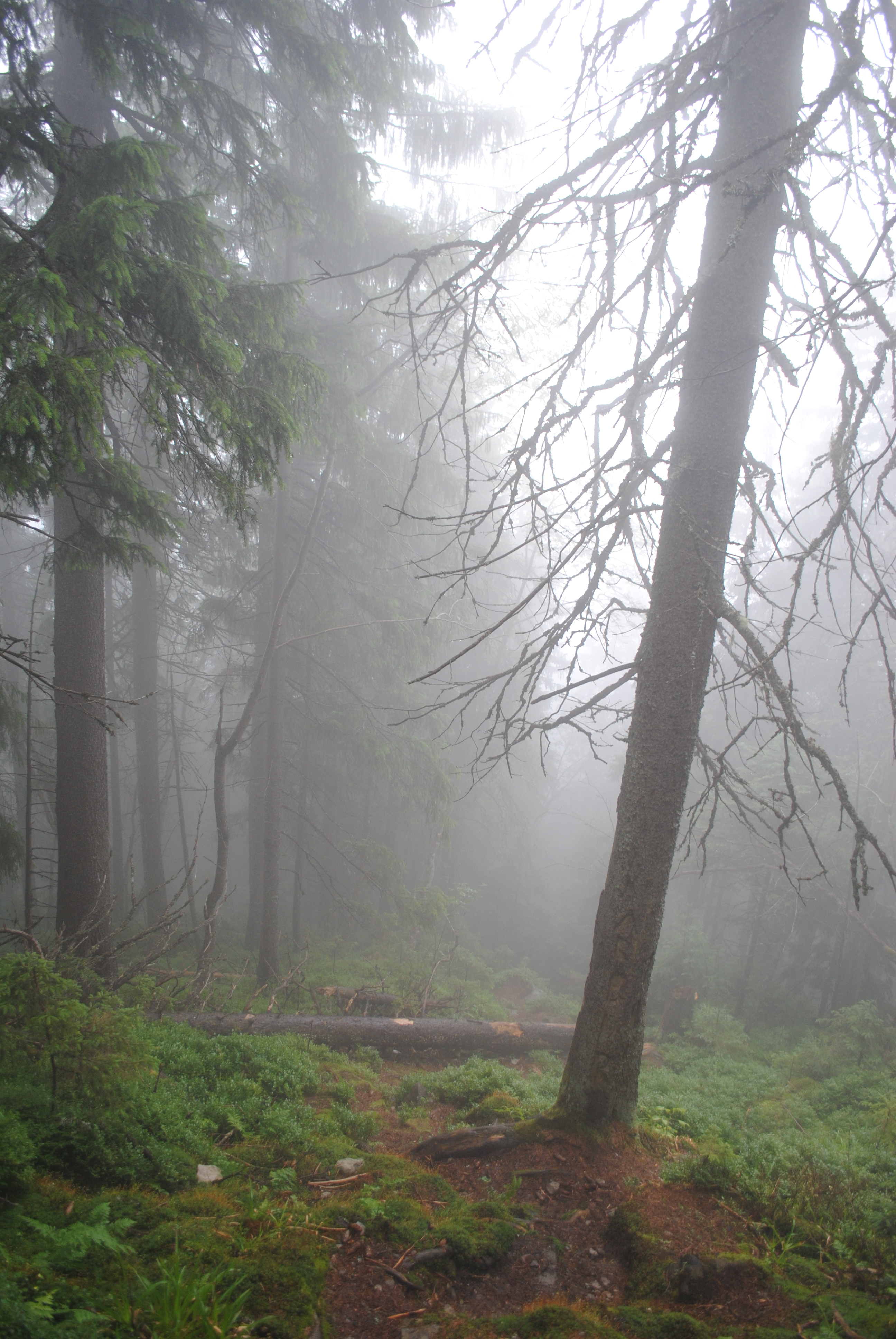
Fijnsparrenbos in Zapovednik Gorgani.

...
Askania-Nova · 
Doenajsky · 
Gorgani · 
Karpaten · 
Loehansky · 
Medobory · 
Oekraïense Steppe · 
Tsjernobyl · 
Zwarte Zee
...